# Campionati europei under 23 di lotta 2016
I campionati europei di under 23 lotta 2016 si sono svolti presso lo Sport Hall Bulstrad Arena di Ruse, in Bulgaria, dal 29 marzo al 3 aprile 2016. Sono stati la 2ª edizione della manifestazione continentale per lottatore di età inferiore ai 23 anni. Si sono svolti 24 tornei di cui 8 di lotta greco-romana e 16 di lotta libera, 8 femminile e 8 maschile.

## Podi

### Uomini

#### Lotta libera
| Evento | Oro                     | Argento                   | Bronzo              |
| 57 kg  | Mirjalal Hasanzada      | Barış Kaya                | Ibragim Ilyasov     |
| 57 kg  | Mirjalal Hasanzada      | Barış Kaya                | Ivan Zamfirov       |
| 61 kg  | Imam Adzhiev            | Dimitar Lyubomirov Ivanov | Zalimkhan Valiyev   |
| 61 kg  | Imam Adzhiev            | Dimitar Lyubomirov Ivanov | Shota Phartenadze   |
| 65 kg  | Murad Nukhkadiev        | Surkho Rashytkhanau       | Mustafa Zopalı      |
| 65 kg  | Murad Nukhkadiev        | Surkho Rashytkhanau       | Alexander Semisorow |
| 70 kg  | Rasul Arsanaliev        | Gadzhimurad Omarov        | Muhammet Akdeniz    |
| 70 kg  | Rasul Arsanaliev        | Gadzhimurad Omarov        | Davit Buziashvili   |
| 74 kg  | Muhammet Nuri Kotanoğlu | Murad Suleymanov          | Raman Chytadze      |
| 74 kg  | Muhammet Nuri Kotanoğlu | Murad Suleymanov          | Oleksiy Shcherbak   |
| 86 kg  | Abdulrashid Sadulaev    | Irakli Mtsituri           | Kadir Yazıcı        |
| 86 kg  | Abdulrashid Sadulaev    | Irakli Mtsituri           | Aliaksandr Hushtyn  |
| 97 kg  | Nurmagomed Gadzhiev     | Mateusz Filipczak         | Zaynulla Kurbanov   |
| 97 kg  | Nurmagomed Gadzhiev     | Mateusz Filipczak         | Givi Mach'arashvili |
| 125 kg | Geno Petriashvili       | Danylo Kartavyi           | Yunus Emre Dede     |
| 125 kg | Geno Petriashvili       | Danylo Kartavyi           | Vitalii Goloev      |

#### Lotta greco-romana
| Evento | Oro              | Argento                | Bronzo             |
| 59 kg  | Sergej Emelin    | Murad Məmmədov         | Andrey Tsaryuk     |
| 59 kg  | Sergej Emelin    | Murad Məmmədov         | Etienne Kinsinger  |
| 66 kg  | Mateusz Bernatek | Tornike Jangavadze     | Mate Nemes         |
| 66 kg  | Mateusz Bernatek | Tornike Jangavadze     | Enes Başar         |
| 71 kg  | Yunus Emre Başar | Antonio Kamenjasevic   | Ruhin Mikayilov    |
| 71 kg  | Yunus Emre Başar | Antonio Kamenjasevic   | Ramaz Zoidze       |
| 75 kg  | Gela Bolkvadze   | Alex Kessidis          | Dawid Piotr Klimek |
| 75 kg  | Gela Bolkvadze   | Alex Kessidis          | Zoltán Lévai       |
| 80 kg  | Lasha Gobadze    | Burhan Akbudak         | Yaroslav Filchakov |
| 80 kg  | Lasha Gobadze    | Burhan Akbudak         | Eltun Vazirzade    |
| 85 kg  | Erik Szilvassy   | Yoan Danielov Dimitrov | Kristoffer Berg    |
| 85 kg  | Erik Szilvassy   | Yoan Danielov Dimitrov | Andrii Gladkykh    |
| 98 kg  | Muhammed Sever   | Kukuri Kirtskhalia     | Musa Evloev        |
| 98 kg  | Muhammed Sever   | Kukuri Kirtskhalia     | Zsolt Toeroek      |
| 130 kg | Iakobi Kajaia    | Vladyslav Voronyi      | Mantas Knystautas  |
| 130 kg | Iakobi Kajaia    | Vladyslav Voronyi      | Christian John     |

### Donne

#### Lotta libera
| Evento | Oro                | Argento            | Bronzo               |
| 48 kg  | Evin Demirhan      | Silje Kippernes    | Ilona Semkiv         |
| 48 kg  | Evin Demirhan      | Silje Kippernes    | Milana Dadasheva     |
| 53 kg  | Natalia Malysheva  | Lilya Horishna     | Mercedesz Denes      |
| 53 kg  | Natalia Malysheva  | Lilya Horishna     | Leyla Gurbanova      |
| 55 kg  | Olena Kremzer      | Alexandra Andreeva | Bediha Gün           |
| 55 kg  | Olena Kremzer      | Alexandra Andreeva | Almaz Ismayilova     |
| 58 kg  | Tetyana Kit        | Alyona Kolesnik    | Veronika Chumikova   |
| 58 kg  | Tetyana Kit        | Alyona Kolesnik    | Derya Bayhan         |
| 60 kg  | Tetiana Omelchenko | Anhelina Lysak     | Therese Lina Persson |
| 60 kg  | Tetiana Omelchenko | Anhelina Lysak     | Katarzyna Madrowska  |
| 63 kg  | Anzhela Fomenko    | Adela Hanzlickova  | Aslı Tuğcu           |
| 63 kg  | Anzhela Fomenko    | Adela Hanzlickova  | Solomiya Volska      |
| 69 kg  | Buse Tosun         | Martina Kuenz      | Tatiana Morozova     |
| 69 kg  | Buse Tosun         | Martina Kuenz      | Elis Manolova        |
| 75 kg  | Zsanett Nemeth     | Anna Schell        | Natallia Lanko       |
| 75 kg  | Zsanett Nemeth     | Anna Schell        | Gabriela Peycheva    |

## Classifica squadre
| Pos. | Lotta libera maschile | Lotta libera maschile | Lotta greco-romana | Lotta greco-romana | Lotta libera femminile | Lotta libera femminile |
| Pos. | Squadra               | Punti                 | Squadra            | Punti              | Squadra                | Punti                  |
| ---- | --------------------- | --------------------- | ------------------ | ------------------ | ---------------------- | ---------------------- |
| 1    | Russia                | 64                    | Georgia            | 63                 | Ucraina                | 60                     |
| 2    | Georgia               | 54                    | Ungheria           | 43                 | Russia                 | 60                     |
| 3    | Turchia               | 51                    | Turchia            | 38                 | Turchia                | 51                     |
| 4    | Azerbaigian           | 49                    | Azerbaigian        | 38                 | Azerbaigian            | 49                     |
| 5    | Ucraina               | 47                    | Ucraina            | 33                 | Bielorussia            | 38                     |

## Medagliere
| Posiz. | Nazione     | Oro | Argento | Bronzo | Totale |
| ------ | ----------- | --- | ------- | ------ | ------ |
| 1      | Russia      | 7   | 1       | 7      | 15     |
| 2      | Georgia     | 4   | 3       | 4      | 11     |
| 3      | Turchia     | 4   | 2       | 8      | 14     |
| 4      | Azerbaigian | 3   | 4       | 6      | 13     |
| 5      | Ucraina     | 2   | 4       | 5      | 11     |
| 6      | Ungheria    | 2   | 0       | 3      | 5      |
| 7      | Germania    | 1   | 1       | 3      | 5      |
| 8      | Polonia     | 1   | 1       | 2      | 4      |
| 9      | Bulgaria    | 0   | 2       | 1      | 3      |
| 10     | Bielorussia | 0   | 1       | 3      | 4      |
| 11     | Svezia      | 0   | 1       | 2      | 3      |
| 12     | Austria     | 0   | 1       | 0      | 1      |
| 12     | Rep. Ceca   | 0   | 1       | 0      | 1      |
| 12     | Norvegia    | 0   | 1       | 0      | 1      |
| 12     | Croazia     | 0   | 1       | 0      | 1      |
| 16     | Lituania    | 0   | 0       | 1      | 1      |
| 16     | Moldavia    | 0   | 0       | 1      | 1      |
| 16     | Israele     | 0   | 0       | 1      | 1      |
| 16     | Serbia      | 0   | 0       | 1      | 1      |
| Totale | Totale      | 24  | 24      | 48     | 98     |